# Кунтег
Кунтег — река в России, протекает в Чердынском районе Пермского края. Устье реки находится в 82 км по правому берегу реки Южная Кельтма. Длина реки составляет 12 км.
Исток реки в лесах в 19 км к северо-западу от деревни Ольховка. Течёт на восток по ненаселённому сильно заболоченному лесу. Перед устьем протекает узкое и сильно вытянутое озеро Кунтегское.

## Данные водного реестра
По данным государственного водного реестра России относится к Камскому бассейновому округу, водохозяйственный участок реки — Кама от истока до водомерного поста у села Бондюг, речной подбассейн реки — бассейны притоков Камы до впадения Белой. Речной бассейн реки — Кама.
По данным геоинформационной системы водохозяйственного районирования территории РФ, подготовленной Федеральным агентством водных ресурсов:
- Код водного объекта в государственном водном реестре — 10010100112111100003369
- Код по гидрологической изученности (ГИ) — 111100336
- Код бассейна — 10.01.01.001
- Номер тома по ГИ — 11
- Выпуск по ГИ — 1